# Редліх Віра Павлівна
Віра Павлівна Редліх (31 березня (8) квітня 1894, село Миколаївка, Сумський повіт, Харківська губернія — 21 лютого 1992, Мінськ, Білорусь) — радянська театральна акторка, режисерка і театральна діячка, народна артистка РРФСР (1956).

## Життєпис
Віра Павлівна Редліх народилася 31 березня (12) квітня 1894 року у селі Миколаївка Сумського повіту Харківської губернії (зараз Сумська область). Навчалася у гімназії у Сумах, рано захопилася театром.
У 1914—1918 роках навчалася у приватній школі драматичного мистецтва у Москві, невдовзі перетвореної на Другу студію Московського Художнього театру, де її вчителями були мхатовські «старі» Василь Лузький, Леонід Леонідов, Муратова, Микола Массалітінов . Разом із нею навчалися Алла Тарасова, Микола Хмельов, Микола Баталов, Марк Прудкін, які згодом склали друге покоління знаменитого Московського художнього театру .
Була актрисою Ярославського, Владивостокського театрів, грала у театрах Костроми, Іваново-Вознесенська, Томська, Чити та Харбіна.
З 1932 році працювала в Новосибірському театрі «Червоний факел», спочатку режисером, з 1943 по 1946 рік була головним режисером, а в 1946—1960 роках — художнім керівником театру. З 1936 року викладала та очолювала Новосибірське театральне училище (зараз Новосибірський державний театральний інститут), а також вела курс акторської майстерності в студії при театрі. Брала участь у формуванні обласного драматичного театру Новосибірська (тепер театр «Старий дім»), ставила вистави у ТЮГу (нині «Глобус»).
1960 року переїхала з родиною до Мінська. У 1961—1963 роках працювала режисером та мистецьким керівником Мінського російського театру імені М. Горького.
З 1960 року працювала у Білоруському театральному інституті, з 1966 року — професор кафедри акторської майстерності.
Померла 21 лютого 1992 року в Мінську на 98-му році життя, похована на Східному цвинтарі разом із чоловіком Сергієм Бірюковим .

### Родина
- Прабабуся по батьківській лінії — Барбара Юлія фон Крюденер (донька діяча Просвітництва Івана Федоровича Фітінгоф; 1764—1824[2], франкомовна письменниця з остзейських дворян, проповідниця містичного християнства, протягом кількох років мала величезний вплив на імператора.
- Дід по батьківській лінії — барон Моріц фон Крюденер.
- Бабуся по материнській лінії — Міліця Юнг фон Альтенбург[3] .
- Дядько — Ернест Моріцевіч Редліх (1858 — бл. 1924), фотограф-професіонал, художник, учень та товариш Айвазовського.
- Батько — Павло-Густав Моріцевіч Редліх (?-1908), був директором цукрового заводу в Парофіївці на Чернігівщині.
- Мати — Єлизавета Федорівна Нечай (у шлюбі Редлих; пом. 1899).
  - Сестра — Єлизавета Павлівна Редліх (у шлюбі Кривошапкіна, 1897—1988), за освітою художниця, з 1913 року сім років жила в Криму, де потоваришувала з Максиміліаном Волошиним, Костянтином Богаєвським, Кандауровим, Піскарьовим, Мариною Цвєтаєвою та Сергієм Ефроном та з іншими відомими діячами культури та мистецтва.[4]
  - Брат — Михайло Павлович Редліх (1894—1972), лікар. Протягом трьох років відбував термін ув'язнення в таборі на Північному Уралі, потім жив у Киргизії, Новосибірську і з 1960 року — у Володимирі[4] .
- Чоловік — актор Сергій Сергійович Бірюков (1897—1962), народний артист Російської РФСР.
  - Донька — акторка Єлизавета Сергіївна Бірюкова (нар. 1926).
    - Внучка — акторка Наталія Львівна Ретівова (до шлюбу Кучерова) (нар. 1961).

## Нагороди та премії
- Заслужена артистка РРФСР (1945).
- Заслужений митець РРФСР (1950).
- Орден Трудового Червоного Прапора (10.11.1953)[5].
- Народна артистка РРФСР (1956).
- Орден Дружби народів (29.03.1974)[6] .

## Роботи у театрі
- «Багато галасу з нічого» Вільяма Шекспіра (1938)
- «Анна Кареніна» за Левом Толстим (1938)
- «Обрив» за романом Івана Гончарова (1938)
- «Машенька» А. Афіногенова (1941)
- «Сталінградці» Ю. Чепуріна (1944; спільно з М. Ф. Михайловим)
- «Зикови» М. Горького (1944)
- «Останні» М. Горького (1948)
- «Звичайна людина» Л. Леонова (1947)
- «Двадцятиліття» Є. Рогозинської (1949)
- «Гамлет» В. Шекспіра (1952)
- «Чайка» А. Чехова (1952)
- «Кряжеви» В. Лаврентьєва (1953)
- «Світла» В. Лаврентьєва (1954)
- «Персональна справа» А. Штейна (1955)
- «Кремлівські куранти» М. Погодіна (1956)
- «Село Степанчиково» за Ф. Достоєвським (1956)
- «Барабанщиця» А. Салинського (1959)
- «Три сестри» А. Чехова (1959)
- «Антоній та Клеопатра» (1964)
- «Фельдмаршал Кутузов» В. Соловйова
- «Російські люди» К. Симонова
- «Сім'я Фереллі втрачає спокій» Л. Хелман
- «Дні та ночі» К. Симонова
- «Два капітана» за В. Каверіним
- «Дні Турбіних» М. Булгакова
- «Московський характер» А. Сафронова
- «Світанок над Москвою» А. Сурова
- «Велика сила» Б. Ромашова
- «Блакитне гніздо» Е. Буранова
- «Кандидат партії» А. Крона

## Ушанування пам'яті
- Благодійний фонд імені Віри Редліх при театрі «Червоний смолоскип» (створений 11 листопада 2002).
- Премія імені Віри Редліх за найкращі акторські роботи у рамках фестивалю «Сибірський транзит».